# Убей мою подругу
«Убей мою подругу» — песня украинской группы «ВИА Гра», записанная в 2002 году и вошедшая в альбом «Стоп! Снято!». Выпущена в качестве сингла в мае 2003 года. Англоязычная и японоязычная версии песни вошли в альбом Stop! Stop! Stop! под названиями «Kill My Girlfriend» и  (яп. «愛の罠» Ай но вана, «Ловушка любви»).

## История композиции
Песня «Убей мою подругу» была записана в 2002 году, когда группа действовала в составе Алёна Винницкая — Анна Седокова — Татьяна Найник, и вместе с песней «Good morning, папа!» была включена в концертную программу. Вскоре было объявлено, что следующим синглом станет одна из этих песен и в сентябре на неё будет снят клип, однако предпочтение было отдано рокапопсовой «Good morning, папа!». Только после нескольких смен состава группы «Убей мою подругу» вышла в альбоме «Стоп! Снято!» и была выпущена в качестве сингла.

## Музыкальное видео

Анна Седокова, Вера Брежнева и Надежда Грановская. Кадр из клипа «Убей мою подругу»

Съёмки клипа «Убей мою подругу» прошли 5 мая в киевском клубе «Сплит» (режиссёр — Семён Горов, оператор — Алексей Степанов, костюмы — Анжела Лисица, макияж — Светлана Рымакова). Премьера клипа состоялась в конце мая.
Сразу же после выхода клип попал в «горячую» ротацию на российском MTV (более 50 показов в неделю).
Клип является пародийным, поэтому снят с большой долей юмора. По сюжету, группа «ВИА Гра» участвует в телевизионном концерте «Песня года 3002» и выступает с песней «о вечной женской дружбе». Во время выступления каждая участница коллектива пытаются показать, что именно она главная в группе, что позже перерастает в массовую драку прямо на сцене. Помимо этого, девушкам постоянно мешают выступить: опаздывает на сцену одна участница, другая получает удар электрическим током, идут закулисные разборки двойников Аллы Пугачёвой (которая позже пытается сорвать выступление группы), Маши Распутиной и Филиппа Киркорова, на сцену выпускается дым.
Видеорядом к «Kill My Girlfriend» и «愛の罠» служат кадры, снятые группой во время гастролей в Японии. Этот ролик стал бонусом к коллекционным изданиям альбомов «Биология» и Stop! Stop! Stop!. В DVD к альбому «Биология» в качестве аудиоряда к ролику использованы смиксованные в одну песни «愛の罠» и «Убей мою подругу», в дополнениях к альбому Stop! Stop! Stop! аудиорядом служат разные версии песни, в зависимости от страны издания.

## Отзывы
Максим Кононенко в «Газете» крайне высоко оценил композицию, по его словам, «трудно припомнить поп-песню на русском языке, которая могла бы поспорить с этим произведением», утверждая, что она «нравится абсолютно всем, кто слышал её хоть раз». Описав стиль песни как «золотое диско», музыкальный критик сравнил «Убей мою подругу» с хитами групп Arabesque и Neoton, добавив, что при её прослушивании «вспоминаются […] танцы в пионерлагерях и первая любовь», заключив, что «такого хита в новой русской поп-музыке не было никогда».
Виджей российского MTV Иван Иллеш в интервью музыкальному журналу Play говорил, что в клипе «Убей мою подругу» ВИА Гра продемонстрировала «артистизм, музыкальный вкус и юмор», после которых возникает желание «вступить в фан-клуб» группы. Коллега Иллеша по MTV Юлия Солнечная в том же материале также похвалила клип, по её словам, ВИА Гре удалось совместить «нереальный сексапил со стёбом», в том числе по отношению к самим себе. Солнечная отметила, что группа доказала, что у них «в наличии и творческие идеи, и чувство юмора», достаточные, чтобы «развернуть внимание слушателя-зрителя ВИА Гра с их тел».
Телеведущий Иван Цыбин в передаче Пятого канала «Закрома Родины» назвал клип «стартовой площадкой, с которой коллектив мгновенно улетел к звёздам», вспоминая, что после премьеры «все только и говорили о ВИА Гре — что это бомба».
По мнению авторов документального фильма о группе ВИА Гра «Все тайны» канала 1+1, при написании песни Константин Меладзе был в «творческом ударе». Константин Рылев из украинского издания «Фокус» назвал клип и песню «прорывными».
Подводя итоги десятилетия в программе «Звёзды на ладони» в 2010 году, телеканал MTV Россия признал клип «Убей мою подругу» главным хитом 2003 года. Комментируя этот выбор, музыкальный критик Артур Гаспарян назвал видео «прекрасно выполненным» сатирическим памфлетом с «великолепной музыкой», описывал его как «потрясающий» и «фантастический», а также вспоминал, какой ажиотаж вызвал выход клипа среди зрителей, обсуждавших, как ВИА Гра «обстебали Киркорова, Пугачёву и Распутину».
По мнению журналиста Николая Милиневского из украинской газеты «Вести», клип «прервал традицию отношения к звёздам как к небожителям». Маша П. из Дни.Ру писала, что в клипе группа «визуально растоптала всю российскую попсу».
По словам режиссёра Семёна Горова, спародированный в видео Филипп Киркоров клип оценил положительно.
В 2004 году, обсуждая результаты премии Муз-ТВ — 2004, интернет-портал Дни.ру назвал клип «Убей мою подругу» лучшим клипом 2003 года, хотя в списке номинантов он отсутствовал.

## Список композиций
Kill My Girlfriend ~ 愛の罠 (Японский CD-Single, Promo) — 2003
1. Kill My Girlfriend
2. Убей мою подругу
3. 愛の罠 (Kill My Girlfriend — Japanese Version)

## Награды
| Год  | Награда                | Категория                    | Результат |
| ---- | ---------------------- | ---------------------------- | --------- |
| 2003 | «Стопудовый хит»       | Статуэтка «Стопудового хита» | Победа    |
| 2003 | «Песня года — Россия»  | Лучшая песня                 | Победа    |
| 2003 | «Песня года — Украина» | Лучшая песня                 | Победа    |
| 2004 | «Бомба года»           | Статуэтка «Бомбы года»       | Победа    |

### Участники записи
- Анна Седокова — вокал
- Наталья Гура — бэк-вокал
- Константин Меладзе — автор текста («Убей мою подругу») и музыки, продюсер
- Дмитрий Костюк — продюсер группы ВИА Гра
- Владимир Бебешко — звукорежиссёр
- Андрей Сумин — продюсер («愛の罠» и «Kill My Girlfriend»)
- Алексей Крузин — автор текста («Kill My Girlfriend») и продюсер («愛の罠» и «Kill My Girlfriend»)
- Jun Shiobuki — автор текста («愛の罠»)

источники:

## Чарты
| Страна | Позиция |
| ------ | ------- |
| Россия | 3       |